# República de China en los Juegos Olímpicos de México 1968
La República de China (ROC) estuvo representado en los Juegos Olímpicos de México 1968 por un total de 43 deportistas, 35 hombres y 8 mujeres, que compitieron en 8 deportes.

## Medallistas
El equipo olímpico obtuvo las siguientes medallas:
| Nombre    | Deporte   | Competición   |
| --------- | --------- | ------------- |
| Oro       |           |               |
| —         |           |               |
| Plata     |           |               |
| —         |           |               |
| Bronce    |           |               |
| Chi Cheng | Atletismo | 80 m vallas F |